# Naib Uddin Ahmed
Naib Uddin Ahmed (1925 – 14. prosince 2009) byl bangladéšský fotograf, nejznámější svou prací během bangladéšské osvobozenecké války. V roce 2009 se konala výstava jeho díla, která obsahovala i dokument o jeho životě.